# سیکولین (ویرجینیا)
سیکولین (به انگلیسی: Sycolin) یک منطقهٔ مسکونی در ایالات متحده آمریکا است که در شهرستان لادن، ویرجینیا واقع شده‌است.